# 東京富士交通
東京富士交通株式会社（とうきょうふじこうつう）は、東京都清瀬市に本社を置くバス事業者である。主に高速バス「ナイトライナー」の運行で知られる。
バス事業の他に広告代理店事業も行っている。

## 高速バス
4列スタンダードシートの「ナイトライナーSTD」及び3列独立シートの「ナイトライナーα（アルファ）」ブランドで高速路線バスを運行している。2013年7月までは系列の旅行代理店・フジトラベルが主催するツアーバスであった。
- 新宿（乗車：西新宿・降車：新宿駅西口） ⇔ 仙台駅東口ヨドバシカメラ東側（STD）
- 東京駅鍛冶橋駐車場・新宿（新宿南）・八王子駅南口 → 京都駅八条口観光バス駐車場・大阪（梅田）プラザモータープール・天王寺駅（STD）
- 天王寺駅・梅田（大阪）プラザモータープール・京都駅八条口東側 →高尾駅南口・新宿（新宿南）・東京駅鍛冶橋駐車場（STD）
- 新宿（新宿南）・バスターミナル東京八重洲・横浜駅東口YCAT → 京都駅八条口観光バス駐車場・奈良駅東口・梅田（大阪）プラザモータープール（α）
- 大阪（梅田）プラザモータープール・奈良駅東口・京都駅八条口東側 → 新宿（新宿南）・バスターミナル東京八重洲（α）

(バスターミナル東京八重洲開業により、上り下り共に東京鍛冶橋駐車場から乗降場所変更)
- 大宮駅西口大宮ソニックシティ前・新宿（新宿南）・八王子駅南口 （乗車のみ）・高尾駅南口（降車のみ）⇔ 京都駅八条口観光バス駐車場・大阪（梅田）プラザモータープール・天王寺駅（α）
  - この便のみ広栄交通バスとの共同運行。2016年頃までは東京富士交通が隔日で広栄交通バスに運行を委託していた。